# Suzanne Guacci
Suzanne Guacci est une actrice, réalisatrice, productrice et scénariste américaine. 

## Filmographie
| année | film                 | actrice | scénariste | réalisatrice | productrice | notes         |
| ----- | -------------------- | ------- | ---------- | ------------ | ----------- | ------------- |
| 1998  | Kegless              | Mara    |            |              |             | long métrage  |
| 2008  | Cycles               |         | Oui        | Oui          | Oui         | long métrage  |
| 2009  | A Soft Place         |         | Oui        | Oui          | Oui         | court métrage |
| 2010  | Honey                |         | Oui        | Oui          | Oui         | court métrage |
| 2011  | My Really Cool Legs! |         | Oui        | Oui          | Oui         | documentaire  |
| 2015  | Stuff                |         | Oui        | Oui          | Oui         | long métrage  |